# Zemun
Zemun (Земун) este o suburbie a orașului Belgrad, el este situat pe malul drept al Dunării și malul stâng al lui râului Sava.

## Istoric

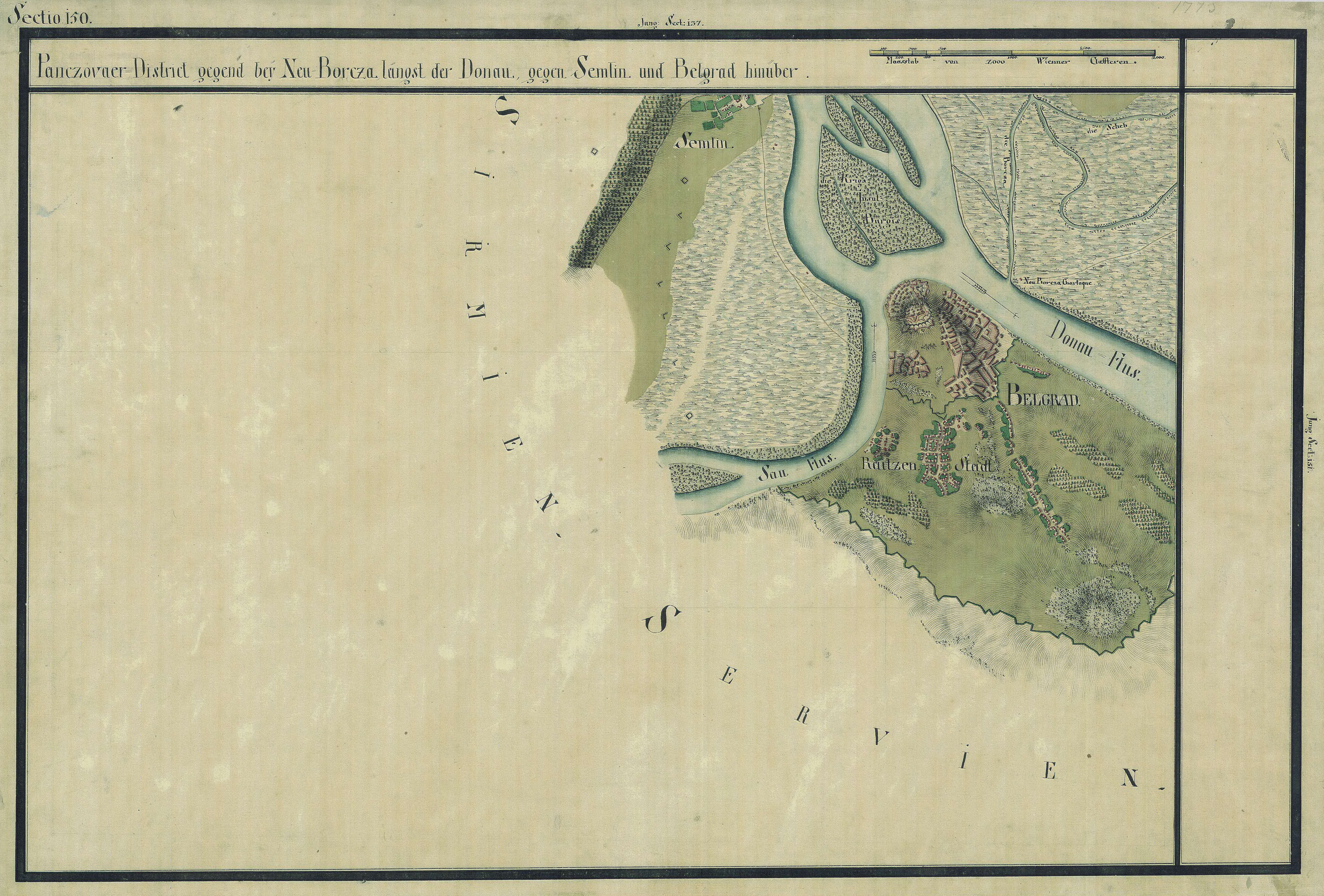
Zemun în Harta Iosefină a Banatului, 1769-72

In perioada romană localitatea era numită „Taurunum”, ea a dispărut ulterior în urma ciocnirilor dintre popoarele migratoare. Denumirea de „Zemun” provine din limba slavă „zemlja” (în traducere „pământ”). Dovezile istorice care atestă existența localității datează din secolul XII. In camapania militară croato-ungară contra Bizanțului ea a fost cucerită împreună cu Okrug Braničevo și Belgrad. In timpul retragerii „Stephan II al Ungariei” (1101 - 1131), distruge Belgradul iar din pietrele lui a fost clădit zidul de apărare al lui Zemun. In evul mediu Zemun devine un oraș de sine stătător care se afla la granița de sud a regatului ungar. Intre anii 1541 - 1718 va aparține de Imperiul Otoman. In perioada turcească și cea următoare a Imperiului Austro-Ungar Zemun va fi un oraș vamal de graniță. Din anul 1918 va aparține cu mici întreruperi de Iugoslavia, și va deveni cu timpul o suburbie a Belgradului. Prin anul 2003 Zemun va apare într-o lumină negativă în presă din cauza „clanului mafiot Zemun”
care este implicat în comerțul cu droguri sau crime ca moartea prim-ministrului sârb Zoran Đinđić inițiată de un fost soldat Milorad Ulemek care a fost condamnat la  detenție de 40 de ani. Tot aici și-a gasit sfârsitul Ioan de Hunedoara din cauza unei ciume

## Personalități născute aici
- Svetlana Bojković (n. 1947), actriță;
- Aleksandar Kolarov (n. 1985), fotbalist.